# Otiothops platnicki
Espèce
Otiothops platnicki est une espèce d'araignées aranéomorphes de la famille des Palpimanidae.

## Distribution
Cette espèce est endémique du Brésil.

## Étymologie
Cette espèce est nommée en l'honneur de Norman I. Platnick.

## Publication originale
- Wunderlich, 1999 : Description of two new species of the genus Otiothops Mcleay from South America (Arachnida: Araneae: Palpimanidae). Entomologische Zeitschrift, vol. 109, p. 213-216.